# Hiện thực huyền ảo
Hiện thực huyền ảo là một trào lưu nghệ thuật nổi lên ở các quốc gia Mỹ Latin sau khi Chiến tranh thế giới thứ hai kết thúc. Những người theo chủ nghĩa này quan niệm rằng thực tại còn có cả đời sống tâm linh, niềm tin tôn giáo, các huyền thoại và truyền thuyết. Nổi lên là nhà văn người Colombia Gabriel García Márquez với tác phẩm nổi tiếng Trăm năm cô đơn.